# Unión Cerrajera (Mondragón)
La Unión Cerrajera de Mondragón (UCEM), es una empresa metalúrgica dedicada  a la fabricación de cerraduras. Se fundó el 22 de junio de 1906 al fusionarse las empresas cerrajeras Vergarajauregui, Resusta y Compañía (VRC) y La Cerrajera Guipuzcoana (CG)  para crear la sociedad anónima Unión Cerrajera de Mondragón (UCEM).
La Unión Cerrajera  ha jugado un papel importante en la localidad a lo largo de su historia. De hecho, la gente de Mondragón lleva el sobrenombre de "Zerrajerie", "cerrajero" en euskera.  Hasta 1965 fue la fábrica más grande de Guipúzcoa y la única de producción de cerrajería de España. Históricamente ha habido una colaboración estrecha entre la Unión Cerrajera y la empresa Altos Hornos de Bergara.
El 23 de septiembre de 2004, el Gobierno Vasco declaró el edificio central de entrada al complejo bien cultural, catalogado como monumento, es un ejemplo de arquitectura racionalista demostrativa.

## Historia
Históricamente la industria del hierro ha sido importante en Mondragón, lo mismo que en otros lugares del País Vasco, ya en el siglo XV había fabricante, como  los Bañez de Artazubiaga, que eran conocidos en Europa. La abundancia de mineral de hierro en el entorno, así como de bosques y cursos de agua permitió crear una red de ferrerías que surtían de hierro a varias herrerías que se dedicaban a la fabricación de herramientas y útiles de todo tipo.
Los sucesos del siglo XIX, las guerras carlistas, las desamortizaciones y el traslado de la aduana del Ebro a la costa tuvieron una gran incidencia en la sociedad de la villa de Mondragón, muchas familias con un patrimonio formado tradicionalmente con base en la economía del caserío, se aventuraron al mundo industrial que estaba naciendo. Las ferrerías tradicionales van desapareciendo mientras se crean nuevos  procesos siderúrgicos. En 1826 había seis ferrerías en la villa que se abastecían del hierro de las minas del Udalaitz, para 1856 solo quedaban dos,  la de Zaldibar y la de Zigarrola, y las minas del Udalaitz estaban agotadas.
En 1856 se inauguran los “Almacenes de Cerrajería” creados por el oñatiarra Mateo Urzelay Beristain y otros cerrajeros de Oñate y Mondragón entre los que se encontraba José María Resusta conocido como  “Maixortxo”, que era el propietario de la ferrería “Olazarra” y trabajaba como maestro forjador de donde procede el seudónimo. Esta empresa se denominó “Urzcelay, Vergarajáuregui y Compañía” que tenía los almacenes en Oñate y los talleres en Mondragón bajo la gestión de  José Vergarajauregi Salinas y José María Resusta Altuna. En 1863 Mateo Urzelay abandona la sociedad que se remodela y pasa a denominarse, el 22 de febrero de 1869,  "Sociedad Comanditaria Simple Vergarajauregui, Resusta y Cía" dedicada a la fabricación cerraduras lisas, llanas, huecas, picaportes, cerrojos, bisagras, candados, candiles, tiradores, etc.  Los tres principales accionistas eran Francisco Uriarte Sarasqueta, José Vergarajauregui y José María Resusta.  
En 1887 la "Sociedad Comanditaria Simple Vergarajauregui, Resusta y Cía" (VRC) compra los talleres "Txakolin" que se dedicaban a la fabricación de productos de hierro mediante fundición. En 1890 se asocian con “Hijos de Echeverría y Cía” de la vecina localidad de Arechavaleta y sus dueños, los hermanos  Mendizabal Biain de la familia “Otxan”, pasan a integrarse en “Vergarajauregui, Resusta y Cía”. Para 1895 “Vergarajauregui, Resusta y Cía” tenía 600 trabajadores y era una de las mayores empresas de la provincia.
La VRC compró en 1899 una ferrería en el  barrio de San Prudencio de vecina localidad de Vergara donde instaló una fundición y un tren de laminación. La ubicación de estas instalaciones estaban cerca del ferrocarril y del río Deva que le proporcionaba energía  hidroeléctrica.
En 1899 VRC adquirió en Vergara una antigua ferrería en el. En este enclave se reformaron las antiguas instalaciones y se  Para hacer frente a estas inversiones en 1902 el capital social se amplió a los cinco millones de pesetas. Las instalaciones de Vergara estaban próximas a la línea ferroviaria. Por otra parte el potencial era superior en esta zona aguas abajo del río Deva. Sus productos de cerrajería comenzaron a introducirse en diferentes mercados. En Bilbao entre otras ferreterías la de Leandro Yhon Horn comercializará este tipo de productos. Posteriormente, Leandro se convertirá en un accionista más de la futura empresa cerrajera.
En Mondragón también había, principios del siglo XX, otra fábrica cerrajera que pertenecía a Evaristo Axpe y estaba ubicada en la ferrería de Zigarrola, era  “Axpe y Cía” que el 22 de septiembre de 1901, con el capital aportado por el Conde de Villafranca de Gaytán, Iñigo Gaytán de Ayala Jusue,  un grupo de trabajadores de VRC abandonaron la empresa, los trabajadores Fernando Zumarraga y Evaristo Axpe y el comerciante bilbaíno Julián Abando, pasa a denominarse “La Cerrajera Guipuzcoana” (CG) que en 1906 ya contaba con 100 trabajadores.
En 1905,  Cándido Gaytán de Ayala Artacoz, presidente de “La Cerrajera Guipuzcoana” propone a José María Resusta, presidente de “Vergarajauregui, Resusta y Cía” la fusión de ambas empresas.

### La Unión Cerrajera
Tras la negociación entre los responsables  de “Vergarajauregui, Resusta y Cía” y de “La Cerrajera Guipuzcoana” se llegó a un acuerdo de fusión que daría origen a una nueva empresa que se denominó  “Unión Cerrajera S.A.”. En el Consejo de Administración de la nueva empresa había seis miembros procedentes de VRC y cuatro de CG mientras que la presidencia la ostentaba Cándido Gaytán de Ayala  procedente de CG y la gerencia quedaba en manos de José María Resusta y, subsidiariamente, Toribio Aguirre. El capital inicial de la nueva empresa se fijó en  seis millones de pesetas, VRC cedió todos sus bienes a Unión Cerrajera a cambio de cinco millones de pesetas del nuevo capital en títulos, 10.000 acciones, mientras que CG obtenía  un millón de pesetas, también en títulos, 2.000 acciones. Se mantuvo todo el personal administrativo.
El 22 de junio de 1906 se constituye formalmente la empresa “Unión Cerrajera S.A.” ante el notario Maro Aguinaga Barona. Los accionistas se reparten  geográficamente por el territorio del País Vasco y Navarra aunque el 50% son de Mondragón, un 10% de Oñate otro 10% de Arechavaleta, Vergara y Éibar y el resto de  diferentes lugares de Guipúzcoa, Álava y Navarra. La empresa se distribuye en tres ubicaciones, la principal en Mondragón en la zona de Zaldibar con unas instalaciones que ocupan 22.000 metros cuadrados y concentrar toda la actividad transformadora, luego están las de Vergara que ocupan  10.000 metros cuadrados dedicadas a la producción siderúrgica: lingote, acero, fleje, chapa y perfiles comerciales, y las de Zigarrola, también en Mondragón, de  2.000. La empresa se convierte en más importante empresa cerrajera de España con un mercado exterior muy activo.
En  1911 se nombra director a Toribio Aguirre Ibarzabal  y presidente a José Joaquín Zayas Yhon y se decide la construcción de los altos hornos en Vergara que se inauguran 1918. La plantilla crece rápido, 1915 había 800 empleados, en 1922 1.600 además de un buen número de trabajadores que realizaban sus labores en casa. Los productos fabricados no fueron solo cerraduras, se hicieron, entre otros, utensilios caseros, tornillos y tirafondos para las vías de tren en 1909, bimetales (láminas de acero cubiertas de latón o cobre) en 1933, tubos Bergman en 1939... incluso electrodomésticos como planchas o máquinas de escribir y tractores.
Entre el 6 y el 12 de septiembre en 1915 se produjo la primera huelga de en la empresa, fue la llamada «la huelga de los pulidores», en protesta de 
de una reducción de los sueldos. Aunque los demás departamentos continuaron en activo, los trabajadores de los mismos ayudaron a los huelguistas y  la empresa tuvo que ceder.
La segunda huelga que se desarrolló en la empresa fue dedsde el 2 de enero de 1916 hasta el 20 de mayo del mismo año y hubo un cierre patronal. Los motivos de la huelga fue la  implantación unilateral de un nuevo horario de trabajo y se saldó con 31 despedidos.

El 12 de octubre de 1919 se inaugura el ferrocarril Vasco-Navarro en el que la empresa veía una solución a muchos problemas de transporte. Para el suministro energético usaban el agua del río Deva (tenían una presa en la zona de Echaluce en Mondragón)   luego suscribió un contrato con la compañía oñatiarra Biain y Cía. En 1911 compró saltos de agua de Ubao, Tokillo, Lamiategi, Jaturabe y Olate convirtiendo el salto de Olate en el segundo en importancia de la provincia.
Socialmente la empresa realizó varias acciones relevantes; en 1917 establece un sistema de ayudas sociales para los empleados de edad y para los enfermos que mejoraría en 1932. En 1933 crea la Caja de Pensiones destinada a auxiliara  los trabajadores y su familia que pasaran dificultades. Tras la guerra civil organiza la Hermandad de Trabajadores de Unión Cerrajera (HETRUC) que sería uno de los primeros regímenes privados de seguridad social de España.  En 1916 organiza una cooperativa de consumo que gestiona por el propio personal mientras que la empresa pone los medios materiales, esta cooperativa se convertiría en economato en 1941. Entre 1923 y 1930, bajo la presidencia de  Fermín Resusta Mugica, construye casas para los trabajadores. En 1929 se crea la filial Roneo Unión Cerrajera dedicada al negocio de mobiliario de oficina en chapa.
En mayo de 1908 Alfredo Lafitte propone al Consejo de Administración la creación de una escuela particular para la formación de contramaestros y jefes de sección. En 1911 vuelve a salir la idea de la mano de Toribio Agirre y en el 1 de octubre de 1939, tras algunos intentos anteriores, se inaugura la Escuela de Aprendices a la que acudían los alumnos de entre 14 y 18 años que debían ser hijos de los trabajadores de la empresa, que eran dados de alta en la Seguridad Social y, a partir del segundo curso, percibían una retribución por el trabajo desarrollado en los talleres, la mitad en mano y la otra mitad se  ingresada en la Caja de Ahorros.
En los años 30 la presidencia recae en Marcelino Oreja Elosegui. En los sucesos de octubre de 1934 con los asesinatos del presidente, tesorero y administrador de la fábrica y tras una fuerte represión por las fuerzas de seguridad del estado es nombrado presidente Ricardo Oreja Elosegui. Tras el intento de golpe de Estado del 18 de julio de 1936 y el inicio de la guerra civil, las tropas sublevadas entran en Mondragón el   26 de septiembre de 1936, intervienen y militarizan la fábrica, que entonces contaba con una plantilla de 917 trabajadores, dedicandola a la producción de material y munición de guerra.
Tras la contienda las instalaciones de Vergara pasan a ser dirigidas por José María Aguirre Isasi y entran en un periodo de expansión. En 1940 el capital social de UCEM se elevó a los 20 millones de pesetas. En 1965 se renuevan las instalaciones sustituyendo los dos hornos existentes  por otros de colada continua y en 1971 se adquiere un horno más. A finales de los años 60 la producción de las instalaciones de Vergara oscilaba entre las 60.000 y 70.000 toneladas de acero anuales llegando a alcanzar las 141.000 toneladas 10 años después. En las instalaciones de Mondragón la dirección estaba en manos de Camilo Basterrechea, que procedía de Altos Hornos de Vizcaya donde había sido jefe de laminación. En 1954 en Mondragón se comienza con a la fabricación de llantas para vehículos y en 1964  bombonas de butano.
En 1956 las dirección de la empresa había rechazado la propuesta de un grupo de trabajadores de tomar parte en el capital de la empresa y así poder intervenir en las decisiones. Ese mismo año surge Ulgor la primera empresa del movimiento cooperativo de la zona quedaría lugar a Corporación Mondragon. Esto hace que muchos trabajadores de Unión Cerrajera, y personal formado en su escuela, se integre en las nuevas cooperativas. 
En 1974 adquiere la presidencia José Luis Gaytán de Ayala Larrañaga. La empresa contaba con una plantilla de  1.681 trabajadores, 634 de ellos es en Vergara y 1.074 en Mondragón. Los beneficios de ese año fueron de 107 millones de pesetas de los cuales el 60% correspondía  a la facturación de las instalaciones de Vergara y el otro 40% a las de Mondragón. Par entonces Unión Cerrajera de Mondragón había fundado, además de Roneo Unión Cerrajera filial Tubos de Precisión. El año 1979 fue el último en el que la empresa obtuvo beneficios, al aña siguiente se presentó un  expediente de regulación de empleo. Para 1984 se habían perdido más de 1.000 puestos de trabajo quedando la plantilla en 610 trabajadores. 
Unión Cerrajera de Mondragón va perdiendo inversiones y entrando en declive. En la crisis industrial de 1985 y 1995 pierde más de 500 trabajadores y se aboca al cierre.
En 1988 se venden los Altos Hornos de Vergara al grupo siderúrgico Aristrain que en 1997 se integraría en Aceralia y en 2000 en Arcelor. Las instalaciones de Mondragón se convierten en "Corporación UCEM" con la participación de la  firma inglesa Roneo que dio lugar a Transformados Metálicos UCEM y UCEM Cerrajera. El nuevo grupo, después de que el  banco de negocio Mercapital comprara el 25% de las acciones, pasó a estar presidida por Jesús Lobo Ale. En 1993 se produjo la disolución y liquidación de la Corporación y en 1995 las instalaciones de Mondragón pasaron a manos de un centenar de trabajadores.

## Empresas surgidas de Unión Cerrajera
La Unión Unión Cerrajera de Mondragón (UCEM) nace de en 1906 de la unión de las empresas Vergarajauregui, Resusta y Cía (VRC)  y de La Cerrajera Guipuzcoana (CG) que provenían de las ferrerías   Zaldibar y Zearrola, respectivamente. La empresa, de las más importantes de España, fue  eje en torno al cual giró la vida socioeconómica y laboral del municipio durante los décadas. De ella surgieron muchas otras empresas y talleres que muchas veces volvieron a ser integrados en la misma. El propio movimiento cooperativo que se desarrolló en Mondragón en la década de los años 50 del siglo XX de la mano de José María Arizmendiarrieta y que a por ende daría como resultado en relevante grupo cooperativo Corporación Mondragon, no se puede entender sin tener en cuenta Unión Cerrajera, su dinamismo industrial y a sus trabajadores. Algunas de esas empresas son:

### Uribe y Cía
Uribe y Cía dedicada a la cerrajería y ubicada a la izquierda del río Deva en el  Arrabal de la Magdalena acabó incorporándose a la Unión Cerrajera el 12 de abril de 1919. Unión Cerrajera adquirió toda su maquinaria e incorporó a todos los trabajadores  a su plantilla.

### Ugarte y Cía
En 1917 un grupo de trabajadores despedidos de Unión Cerrajera por la huelga que habían protagonizado en el año anterior funda la empresa Ugarte y Cía que se dedica, principalmente, a la cerrajería. En 1932 Ugarte y Cía pasa a denominarse Metalúrgica Cerrajera de Mondragón (MCM)  y traslada su sede a la avenida de Navarra de Mondragón en un elegante edificio de magnífica arquitectura industrial reconvertido, años después,  en la sede la Mancomunidad del Alto Deba.
En 1947 comienza la fabricación de cerraduras para la construcción y en 1967 cerraduras de pomo. En 1968 se traslada a la localidad alavesa de Vitoria donde sus instalaciones  llegan a ocupar una superficie de 54.000 m² y a contar con una plantilla de 125 trabajadores. En 1980 lanza una línea de cerraduras de seguridad con cerraduras de 3 y 5 puntos, y cilindros de alta seguridad y en 1998 crea un departamento de  Investigación y Desarrollo especializado en cerraduras electrónicas y de control de accesos. El 2002 pone en el mercado cerraduras electrónicas para hotel y en los años 2003 y 2004  las certificaciones de calidad ISO 9001 e ISO 14001.
En 2015 es adquirida por la empresa multinacional francesa Securidev integrándose en el grupo DOM Security especializado en sistemas de cierre avanzados que mantiene en el mercado  las marcas MCM, UCEM, TELESCO y DOM manteniendo en España más de 2.000 puntos de venta en España y exporta a más de 50 países. Pertenece al francés Grupo SFPI fundado en 1985 por Henri Morel.

### Elma
En 1924 varios trabajadores que abandonaron la Unión Cerrajera fundan la empresa Elma, nombre que proviene del acrónimo de los apellidos de los fundadores, Echevarría, Leibar, Mendizabal, Agirrebeitia y Arregi. Fundadores de un sentir político liberal y nacionalista vasco. 
Tras iniciar la producción de artículos de cerrajería pasan a centrarse en accesorios domésticos, heladeras, molinillos de café, picadoras de carne, ralladores de pan... En 1934 inician la producción de accesorios de tubería. 
En los años 80 del siglo XX entra en crisis por diferentes factores y en la siguiente década se traslada a la población alavesa de Salvatierra cambiando el nombre a Atusa.

### Roneo
Surge por el acuerdo que Unión Cerrajera cierra con la empresa inglesa Roneo para la producción de muebles de acero. Se ubicó inicialmente en Zigarrola y a principios de la década de los años 30 se ubicó en Garibai y comenzó a fabricar dos líneas diferentes,  mueble metálico (mesas, archivadores, ficheros...)  e  imprenta (carpetas, fichas... ). se aventuró a fabricar máquinas de escribir e incluso frigoríficos pero no tuvieron éxito. En la década de los 90 del siglo XX languidece y cierra.

### Industrias Asam
eN 1928 los hermanos Ricardo y Heriberto Ceciaga, Arrúe de Aretxabaleta y San Martín de Mondragón crean Asam. Tras la guerra civil todo el capital quedó en manos de los Arrúe y los San Martín que se fusionan con la empresa alemana Osbal. Produjeron un gran número de productos ferretería en general, tornillería fina en acero, artículos para el ejército y ferrocarriles, laminación, forja ligera y trefilación de metales, sartenes, herraje para suelas de montaña, básculas, cepos, braseros, juguetes... hasta que a partir de 1960 se va reduciendo la dicersidad de la producción y se centra esta en accesorios para sanitarios. En la década de los 90  se trasladó a territorio alavés.

### Arzamendi, Berecíbar y Cía
En 1931 se funda Arzamendi, Berecíbar y Cía (ABC) algunos de sus fundadores  provenientes de Ugarte y Cía y conocedores del mercado de cerrajería. Cerró a mediados de los años 70.

### Industrial Mondragonesa
Popularmente conocida como Cucharera se ubicó en los pabellones de Olatxo en Musakola que habían albergado la antigua fábrica de yute Ramón Barrena. En 1930 se fusiona con otras empresas del municipio y pasa a manos de Eugenio Resusta y su cuñado Aniceto Aranzábal. En 1932 se le pone el nombre de Industrial Mondragonesa y se traslada a un nuevo pabellón en la avenida de Navarra.
Aunque en un principio produjeron diferentes artículos,  entre los que destacaban las baldosas, a partir de 1932 se centra en la fabricación de cubertería y aparellaje de cocina. En su plantilla había un gran número de mujeres. En los años 80 fue adquirida por  Magefesa.

## El edificio
El edificio de entrada a las instalaciones de la Unión Cerrajera se disponía en el centro de una larga serie de pabellones, en la margen derecha del río Deba. El 23 de septiembre de 2004, el Gobierno Vasco lo declaró  bien cultural y fue catalogado como monumento, es un ejemplo de arquitectura racionalista de demostrativa.
El edificio fue construido en 1939 según proyecto del arquitecto Luis Astiazaran. Todos los aspectos de la obra se realizan desde los parámetros más puros de la arquitectura racionalista: desde la adopción del sistema estructural y de cerramientos, al lenguaje arquitectónico utilizado en la composición de fachadas.
Algunos de estos pabellones se encontraban sobre el cauce mismo del río, tal es el caso de este edificio. La gran mayoría de los edificios han desaparecido, quedando, posiblemente, el más emblemático del conjunto, no solo por su calidad arquitectónica sino también por ser el edificio de entrada, el que daba la imagen del conjunto desde 1939. El 23 de septiembre, el Gobierno Vasco declaró “monumento”.

### Descripción
El edificio es de planta rectangular con un frente de unos cincuenta metros por treinta y seis de fondo. Tiene un perfil de tres plantas, siendo la planta baja la más alta de ellas. Esta planta está atravesada, de frente a frente, por un pasadizo central a través del cual se realizaba el acceso al conjunto de las instalaciones. Este elemento sirve asimismo para acceder directamente a las diferentes dependencias que se disponen a ambos lados. A las dos plantas superiores se accede por medio de una gran escalera con ojo central, que se dispone al final del pasadizo, en la esquina sudoeste del edificio, rompiendo así el esquema simétrico de la planta. Las plantas superiores son de gran altura.
Se construye con una estructura reticular de hormigón armado, potente habida cuenta de la actividad industrial a la que se destina. Con vigas de gran canto y sección variable en ocasiones; y sobre ellas placa de hormigón armado. En el forjado de la última planta se abren ordenadamente lucernarios para proporcionar una luz cenital.
En coherencia con el sistema estructural elegido, las fachadas no son elementos portantes, sino ligeras membranas de cierre. Esto permite abrir a conveniencia grandes huecos rasgados horizontales, cerrados con carpintería metálica. Las fachadas se presentan desprovistas de ornamentación, en consonancia con el lenguaje arquitectónico elegido. Tan solo cabe mencionar en la fachada principal, la que daba la imagen de la fábrica, el gran reloj, el "frontón" escalonado, y la desaparecida inscripción con el nombre de la empresa, que marcan el centro de la fachada y acentúan la simetría de la composición, junto con el acceso-pasadizo en planta baja.